# 0972
0972 è il prefisso telefonico del distretto di Melfi, appartenente al compartimento di Potenza.
Il distretto comprende la parte settentrionale della provincia di Potenza. Confina con i distretti di Cerignola (0885) a nord, di Andria (0883) a est, di Potenza (0971) a sud, di Muro Lucano (0976) e di Sant'Angelo dei Lombardi (0827) a ovest.

## Aree locali e comuni
Il distretto di Melfi comprende 12 comuni compresi nelle 2 aree locali di Melfi e Venosa (ex settori di Lavello, Montemilone, Palazzo San Gervasio e Venosa). I comuni compresi nel distretto sono: Atella, Barile, Ginestra, Lavello, Maschito, Melfi, Montemilone, Palazzo San Gervasio, Rapolla, Rionero in Vulture, Ripacandida e Venosa .